# 詹藜青
詹藜青（1901年—1972年），號向榮。江西鄱陽人。中華民國陸軍少將，江西省會警察局長。以擅長帶兵遣將和機智過人著稱，深受部屬愛戴。

## 學歷
- 民國14年江西大同中學畢業。
- 民國18年中華民國陸軍軍官學校(黃埔軍校)第六期工科。
- 民國21年中央軍校高等教育班第一期。
- 民國22年軍事委員會特種技術人員第二期畢業。

## 經歷
- 民國19年江西剿匪第二區指揮部上尉中隊長。(由姜伯彰任命)
- 民國22年軍事委員會調查統計局二處上尉分隊長。
- 民國24年軍事委員會調查統計局二處少校股長。
- 民國27年軍事委員會調查統計局江西站中校組長
- 民國30年軍事委員會調查統計局上校江西站長。
- 民國32年任保安處第四科上校科長。
- 民國34年軍事委員會調查統計局第四區上校副區長。
- 民國34年軍事委員會調查統計局少將設計委員。(以上由戴笠任命)
- 民國35年江西全省保安部少將高參(由王陵基任命)。
- 民國37年南昌警備司令部少將(由胡素任命)。
- 民國37年江西省會警察局長。
- 民國38年江西全省司令部少將高及參謀(由方天任命)。
- 政府遷台後，擔任國防部保密局設計委員會陸軍少將委員(由毛人鳳任命)。

## 獎懲
- 民國四十年第1851號『忠勇勳章一座』

## 生平
詹黎青先生、字向榮。從事地下情報期間曾化名光祿。祖籍鄱陽西灣湖下村，世代務農家境小康,昆仲有五,先生居次。少極聰慧,父母珍視乃決心培植,由鄉塾而入江西大同中學。其時軍閥割據,內憂外患國勢殆危。先生志切救國,熱忱過人,乃秘密加入國民黨從事反對軍閥割據的革命工作,一九二七年秋先生痛心國事，毅然投筆從戎，考入黃埔軍官學校第六期，接受嚴格的軍事訓練。經二年畢業,曾應鄱陽縣長姜伯彰先生之請返鄉協助地方治安工作。一九三一年春,復入中央軍校完警班深造,畢業後即追隨戴笠戴雨農先生,從事情報工作。抗日戰爭爆發,在第二次國共合作期間，先生主持敵後 (日寇佔領區)情報工作,擔任軍統局贛北站站長，率領贛北健兜,以永修雲山為根據地在當時淪陷區之彭澤、湖口、都昌、星子、九江、湖北黃梅、德安、瑞昌、永修、武寧、安義、銅鼓等地建立起強大之抗日武裝和嚴密的情報網。

## 軼事
- 藜青屢建戰功，引來同行忌妒，一日有人去戴笠面前汙衊詹藜青有二心，戴笠聽了笑說:「你若說詹藜青貪戀美色我信，企圖謀反，哈哈，不可能的事！」

- 在江西藜青擁有先斬後奏的生殺大權，某日逮到一名通日漢奸，本來要槍決，但母親吳氏勸他放同胞一條生路，藜青孝順遵母所言，壓解時犯人逃跑，也就不再追究。
- 其風流韻事的傳言不少，在家庭方面藜青也的確前後娶過三任老婆，第一任老婆留在鄉下，病逝前留有兒潮生和女桂蘭。後來同事幫他相親了一個望門寡的小姐叫張惠貞，見面之後，詹藜青不喜歡，叫她回家去，但張惠貞覺得丟臉以跳河威脅，詹藜青應了這樁婚事，但從結婚第一天開始夫妻倆就因為照相問題爭吵，後來張惠貞因為在除夕夜趕走婆婆吳氏，詹藜青一氣之下就把張惠貞給休了。藜青接下來娶了自己在保司科的下屬，小他十幾歲的閔坤英，也生了家風、筱風一對女兒。

- 在江西，有一次部屬病了，藜青去部屬家中探望，過幾天，換夫人閔坤英前去探望。部屬說：「太太，你叫先生別再來了，最近我看得到鬼魂們，靜靜地待在我家裡，等著我跟他們一起；可上次先生來，他們全都嚇壞了，在家裡到處亂竄。」過不到一周，那位病人就真的病逝了。
- 來台的前十年，藜青哮喘非常嚴重，夜夜不能成眠，民國四十九年，藜青有一天夜裡忽然大聲呼救，家人連忙趕到身邊，藜青坐著說:「你們沒看到嗎？剛才我床邊站著一個白衣服的女鬼！」家人皆說沒看到，但藜青已經嚇得滿身汗水淋漓。怪的是，從那日開始，藜青的病就好了一大半，氣喘也變得輕微許多。

## 相關連結
國民黨特務組織保密局盛衰錄(百度文庫)
http://wenku.baidu.com/view/eb5bd3f80242a8956bece47d.html （页面存档备份，存于）
中提到南昌市警察局局長詹藜青，誤植為詹「黎」青